# Eilandsraadverkiezingen Aruba 1951
Op 4 juni 1951 vonden in Aruba verkiezingen plaats voor de Eilandsraad van Aruba. Zij waren de eerste verkiezingen voor een eilandelijke volksvertegenwoordiging van het autonome eilandgebied Aruba. De Arubaanse eilandsraad is als orgaan voortgekomen uit de ERNA van 1951.

## Partijen en kiesgerechtigden
De kandidatenlijsten werden op 2 april 1951 ingeleverd. Vijf partijen namen deel: AVP, PPA, AEP en - na een splitsing in 1949 - een protestantse (UNA-I) en een katholieke (UNA-II) tak van de UNA. Er werden 17 stemlokalen ingericht voor de 14.558 kiesgerechtigden. Vanaf de wijziging van de Antilliaanse staatsregeling in 1948 geldt het algemeen mannen- en vrouwenkiesrecht.

## Uitslag

### Stemmen en zetelverdeling
|                                           | Arubaanse Volkspartij        | C.A. Eman                    | 4.510  | 35,32 | 8  |
|                                           | Partido Patriotico Arubano   | Juancho Irausquin            | 4.445  | 34,81 | 8  |
|                                           | Union Nacional Arubano I     | Felipe Tromp                 | 1.866  | 14,61 | 3  |
|                                           | Union Nacional Arubano II    | Apolonio Werleman            | 1.430  | 11,20 | 2  |
|                                           | Arubaanse Eenheidspartij     | Th. Hassel                   | 519    | 4,06  | 0  |
|                                           | Uitgebrachte geldige stemmen | Uitgebrachte geldige stemmen | 12.770 | 100   | 21 |
|                                           | Aantal kiesgerechtigden      | Aantal kiesgerechtigden      | 14.558 |       |    |
| Bron:Noticiero Oficial, Historia di Aruba |                              |                              |        |       |    |

### Samenstelling eilandsraad
De plechtige installatie met aanwezigheid van gouverneur Struycken en eerste vergadering van de eilandsraad vonden plaats op 2 juli 1951 in de raadszaal aan de J.G. Emanstraat 39. Voorzitter van de  bijeenkomst was waarnemend gezaghebber F.A. Jas. Tot gedeputeerde werden gekozen: Felipe Tromp en D.B. Oduber.
| nr. | Eilandsraadlid      | ! Partij | Opmerkingen                                                                          |
| --- | ------------------- | -------- | ------------------------------------------------------------------------------------ |
| 1   | dhr. C.A. Eman      | AVP      | fractieleider                                                                        |
| 2   | dhr. J. Geerman     | AVP      |                                                                                      |
| 3   | dhr. L. Laclé       | AVP      |                                                                                      |
| 4   | dhr. A. Flanegin    | AVP      |                                                                                      |
| 5   | dhr. E. Kock        | AVP      |                                                                                      |
| 6   | dhr. H. Nassy       | AVP      |                                                                                      |
| 7   | dhr. D. Oduber      | AVP      | tevens gedeputeerde                                                                  |
| 8   | dhr. W. Nisbet      | AVP      | dient in 1951 ontslag in en wordt opgevolgd door R. van Hoorn                        |
| 9   | dhr. J.E. Irausquin | PPA      | fractieleider                                                                        |
| 10  | dhr. P. Croes       | PPA      |                                                                                      |
| 11  | dhr. A. Wijngaarde  | PPA      |                                                                                      |
| 12  | dhr. W. Anslijn     | PPA      |                                                                                      |
| 13  | dhr. H. Lopez       | PPA      |                                                                                      |
| 14  | dhr. E. Finck       | PPA      |                                                                                      |
| 15  | dhr. E. Petrona     | PPA      |                                                                                      |
| 16  | dhr. F. Lejuez      | PPA      |                                                                                      |
| 17  | dhr. F.B. Tromp     | UNA I    | fractieleider; dient in september 1951 ontslag in en wordt opgevolgd door M.J. Croes |
| 18  | dhr. F.J. Tromp     | UNA I    |                                                                                      |
| 19  | dhr. G. Kok         | UNA I    |                                                                                      |
| 20  | dhr. N.E. Henriquez | UNA II   | fractieleider                                                                        |
| 21  | dhr. A. Werleman    | UNA II   |                                                                                      |